# Søndre Ringvej (København)
 For alternative betydninger, se Søndre Ringvej. (Se også artikler, som begynder med Søndre Ringvej)
Søndre Ringvej, ofte benævnt O3, er en firesporet ringvej, der går igennem det vestlige København. 
Vejen er en del af Ring 3, der går fra Ishøj Strandvej til Motorring 3 E47/E55, og er med til at lede den tung trafikken som kører nord/syd om byen.
Vejen forbinder Ishøj Strandvej i syd med af Hovedvejen i nord, og har forbindelse til Vallensbæk Torvevej ,Køge Bugt Motorvejen E47/E55, Holbækmotorvejen primærrute 21, Park Alle og Hovedvejen sekundærrute 168